# Cogolin
Cogolin är en kommun i departementet Var i regionen Provence-Alpes-Côte d'Azur i sydöstra Frankrike. Kommunen ligger i kantonen Grimaud som tillhör arrondissementet Draguignan. År 2022 hade Cogolin 12 076 invånare.

## Befolkningsutveckling
Antalet invånare i kommunen Cogolin
| Referens: INSEE |